# Kurlands amerikanske kolonisering
Kurlands amerikanske kolonisering dækker over hertugdømmet Kurland-Semgallens kortvarige kolonisation af Tobago i 1654-1659 og igen i 1660-1689.
Kurland blev oprettet som hertugdømme i 1561 i den vestlige del af det nuværende Letland som et len under Polen-Litauen. Kurland havde en befolkning på omkring 200.000. Et lettisk befolkningsflertal udgjorde bondebefolkningen, og et tysk mindretal udgjorde de herskende, rige og uddannede klasser. Under hertug Jacob Kettler nåede hertugdømmet velfærdsmæssigt toppen. Under sine rejser i det vestlige Europa blev Jacob en ivrig fortaler for ideerne om den frie handel. Metalarbejde og skibsbygning blev bedre. Handelsforbindelser blev knyttet til ikke blot nabolandene, men også til Storbritannien, Frankrig, Nederlandene, Portugal og flere andre. Kettler fik etableret en af de største handelsflåder i Europa med de vigtigste havne i Ventspils og Liepāja (på tysk: Windau og Libau).
Hertugdømmets skibe drog på handelstogter til Vestindien i hvert fald så tidligt som 1637, da et skib fra Kurland forsøgte at etablere en koloni på Tobago med 212 nybyggere. En tidligere bosættelse på øen i form af en hollandsk koloni fra 1628 var blevet udslettet af spanierne få måneder tidligere. Den første kurlandske koloni blev ikke til noget lige som den anden, der blev forsøgt i 1639. I 1642 søgte to skibe anført af kaptajn Caroon med omkring 300 nybyggere at etablere en bosættelse på nordkysten nær Courland Bay, men kolonien blev snart fordrevet af caribiske indfødte. Derpå skiftede Kurland taktik, og i 1651 fik hertugdømmet sin første fungerende koloni, men i Afrika, på St. Andrews Island i floden Gambia, og Fort Jacob blev etableret her.
Snart efter, 20. maj 1654, blev der etableret en ny koloni i Tobago, da skibet Das Wappen der Herzogin von Kurland ankom. Skibet medbragte 45 kanoner, 25 officerer, 124 kurlandske soldater og 80 familier af nybyggere, der skulle besætte Tobago. Kaptajn Willem Mollens erklærede øen "Ny Kurland". Mod sydvest på øen blev der bygget et fort kaldet Jekabforts (Fort James) med en nærtliggende by kaldet Jekaba pilseta (Jamestown). Andre steder fik ligeledes kurlandske navne som (her delvist anglificeret) Great Courland Bay, James Bay, Courland Estate, New Jelgave, Liepaja Bay og Little Courland Bay. En evangelisk-luthersk kirke blev bygget af kurlænderne på deres første år på øen. En ny hollandsk koloni blev startet et par måneder senere og overgik snart den kurlandske bosættelse antalsmæssigt. I 1657 ankom yderligere 120 kurlandske kolonister, men den hollandske koloni nåede op på 1.200 mennesker det følgende år, da yderligere 500 franske nybyggere ankom til øen.
Blandt de varer, der blev eksporteret til Europa kan nævnes sukker, tobak, kaffe, ingefær, rom, bomuld, indigo, kakao, skildpaddeskjolde, tropiske fugle og deres fjer.
Hertugdømmet Kurland var del af både Polens og Sveriges interesseområder. I 1655 invaderede svenske tropper hertugdømmet, og Karl Gustav-krigen (1655-1660) blev indledt. Hertug Jacob blev holdt som fange af den svenske hær i 1658-1660. I den periode blev begge de oversøiske kolonier overtaget af de talmæssigt overlegne hollandske kolonier, og handelsflåden samt fabrikker blev ødelagt. De hollandske bosættere på øen omringede Fort James og tvang Hubert de Beveren, kurlændernes guvernør, til at overgive sig. Kurland opgav officielt Ny Kurland 11. december 1659. Krigen mellem Polen og Sverige blev afsluttet med Freden i Oliwa (i nærheden af Gdańsk) i 1660, og som et led i denne blev Tobago givet tilbage til Kurland. Kurlænderne forlod Tobago i 1666, muligvis som følge af et piratangreb fra dette år. I 1668 søgte et kurlandsk skib at genbesætte Fort Jacob, men blev fordrevet af hollænderne. Tobago blev genindtaget en kort periode mod slutningen af Jacobs regeringstid med forsøget på at etablere en ny koloni i juli 1680, men også denne koloni slog fejl. Jacob begyndte også at genopbygge fabrikker og flåde, men hertugdømmet nåede aldrig igen samme grad af velstand. Øen blev opgivet fra marts 1683 til juni 1686, og i maj 1690, kort efter at øen var blevet solgt af Kurland, forlod kurlænderne Tobago permanent, selv om der indtil 1795 fortsat blev udpeget guvernører, der dog ikke boede på øen.

## Guvernører på Ny Kurland (Tobago)
- 1642-43: Edward Marshall
- 1643-50: Cornelius Caroon
- 1654 : Adrien Lampsius
- 1656-59: Hubert de Beveren
- 1660-89: ?